# Progressiva partiet (Israel)
Progressiva partiet var ett liberalt israeliskt parti, bildat av medlemmar ur det tidigare partiet Nya Aliyah, aktivt innan staten Israels tillkomst.
Partiet, som hämtade sitt främsta väljarstöd bland centraleuropeiska invandrare, valdes in Knesset vid de första allmänna valen 1949 och var representerat där fram till 1961 då man gick samman med Generalsionisterna och bildade det Liberala partiet.